# Neunkirchen-lès-Bouzonville
Neunkirchen-lès-Bouzonville település Franciaországban, Moselle megyében. Lakosainak száma 333 fő (2022. január 1.). Neunkirchen-lès-Bouzonville Colmen, Filstroff, Guerstling és Schwerdorff községekkel határos.

## Népesség
A település népességének változása:
| Lakosok száma | 224  | 229  | 249  | 313  | 338  | 345  | 339  | 330  | 331  | 333  |
|               | 1968 | 1982 | 1990 | 2006 | 2013 | 2015 | 2017 | 2019 | 2020 | 2022 |